# Jack Kornfield
Jack Kornfield (16 de julio de 1945) es un escritor y maestro estadounidense del movimiento vipassana del budismo Theravada. Se formó como monje budista en Tailandia, Birmania e India, primero como alumno del maestro tailandés Ajahn Chah y del maestro birmano Mahasi Sayadaw. Ha enseñado meditación en diferentes países del mundo desde 1974, y es uno de los maestros clave que han introducido a Occidente las prácticas budistas de atención plena. En 1975, cofundó la Sociedad de Meditación Insight en Barre, Massachusetts, junto a Sharon Salzberg y Joseph Goldstein, y posteriormente en 1987, el Centro de Meditación Spirit Rock en Woodacre, California. Kornfield ha trabajado como pacificador y activista, organizó capacitaciones para maestros y dirigió reuniones internacionales de maestros budistas, incluido el XIV dalái lama.

## Biografía
Kornfield es uno de cuatro hijos nacidos de padres judíos, dentro de los cuales tiene un hermano mellizo. Su padre era científico, lo que lo llevó a interesarse por la curación, la medicina y la ciencia. Hizo un curso de filosofía asiática con el Dr. Wing-tsit Chan, entonces un anciano nacido en la década de 1890 en China. Kornfield terminó especializándose en estudios budistas asiáticos.
Después de graduarse del Dartmouth College en 1967, Kornfield se unió a los Cuerpos de Paz y fue enviado a Tailandia, donde trabajó en equipos de medicina tropical en el valle del río Mekong. Allí conoció y se convirtió en monje con el renombrado maestro de budismo del bosque Ajahn Chah, y más tarde practicó con Mahasi Sayadaw en Birmania y Dipa Ma. Kornfield regresó a los Estados Unidos en 1972 y en el verano de 1974 participó en la sesión de fundación de la Naropa University. De las asociaciones de este período surgió la Insight Meditation Society, cofundada en 1975 con Sharon Salzberg y Joseph Goldstein en Barre, Massachusetts . En 1987 cofundó el Spirit Rock Meditation Center en Woodacre, California. 
Kornfield ha capacitado a muchos de los maestros de vipassana de Estados Unidos y ha organizado y dirigido reuniones para maestros budistas junto con el Dalai Lama en diferentes países del mundo. Formado con un Ph.D. en psicología clínica del Instituto Saybrook, Kornfield ha escrito ampliamente acerca del puente entre la psicología oriental y occidental.
Su hija Caroline se graduó en la Facultad de Derecho de la Universidad de California en Berkeley, y practica como abogada especializada en derecho de asilo. Su exesposa Liana es artista y terapeuta. Su esposa Trudy Goodman también es una reconocida profesora de meditación y profesora fundadora de InsightLA, que combina la formación en vipassana y prácticas no sectarias de atención y compasión, incluida la reducción del estrés basada en la atención plena (MBSR) y la autocompasión consciente (MSC).

## Enseñanzas

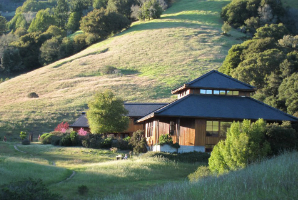
Centro de meditación Spirit Rock fundado por Kornfield en 1988

Kornfield ha trabajado con el objetivo de que el budismo resulte accesible a los occidentales. Se ha centrado en combinar la bondad amorosa y la autocompasión con la práctica de la atención plena e incorporar juntos la sabiduría de la psicología oriental y occidental.
En el libro de Jack Kornfield After the Ecstasy, the Laundry (traducido al español: Después del éxtasis, la colada) escribe sobre el desarrollo honesto del corazón sabio dentro de los ciclos de la vida cotidiana; por ejemplo, «entre todos los maestros y maestros occidentales que conozco, no es evidente alguna perfección idealista. Tiempos de gran sabiduría, profunda compasión y un verdadero conocimiento de la libertad se alternan con períodos de miedo, confusión, neurosis y lucha. La mayoría de los maestros lo admitirán fácilmente».
Kornfield ofrece cursos de meditación en línea desde su sitio web.

## Libros publicados
Sus libros incluyen
- Kornfield, Jack (1996). Living Dharma: Teachings and Meditation Instructions from Twelve Theravada Masters. Shambhala Publications, Inc. ISBN 978-1-59030-832-5. Consultado el 17 de mayo de 2015.
- Kornfield, Jack; Breiter, Paul (1 de septiembre de 1985). A Still Forest Pool: The Insight Meditation of Achaan Chah. Quest Books. ISBN 978-0-8356-0597-7. Consultado el 6 de junio de 2011.
- Feldman, Christina; Kornfield, Jack (1991). Stories of the Spirit, Stories of the Heart: Parables of the Spiritual Path from Around the World. HarperSanFrancisco. ISBN 978-0-06-250321-3. Consultado el 6 de junio de 2011.
- Kornfield, Jack; Fronsdal, Gil (1996). The Teachings of the Buddha: Edited by Jack Kornfield with Gil Fronsdal. Shambhala. ISBN 1-57062-124-1. Consultado el 16 de mayo de 2015.
- Kornfield, Jack (1 de junio de 1993). A Path with Heart: A Guide through the Perils and Promises of Spiritual Life. Bantam Books. ISBN 978-0-553-37211-3. Consultado el 6 de junio de 2011.
- Goldstein, Joseph; Kornfield, Jack (29 de agosto de 1995). The Path of Insight Meditation. Shambhala. ISBN 978-1-57062-069-0. Consultado el 6 de junio de 2011.
- Kornfield, Jack (2 de octubre de 2001). After the Ecstasy, the Laundry: How the Heart Grows Wise on the Spiritual Path. Random House Publishing Group. ISBN 978-0-553-37829-0. Consultado el 6 de junio de 2011.
- Goldstein, Joseph; Kornfield, Jack (6 de marzo de 2001). Seeking the Heart of Wisdom: The Path of Insight Meditation. Shambhala. ISBN 978-1-57062-805-4. Consultado el 6 de junio de 2011.
- Kornfield, Jack (2008). Meditation for Beginners. Sounds True. ISBN 978-1-59179-942-9. Consultado el 16 de mayo de 2015.
- Kornfield, Jack (1 de mayo de 2008). The Wise Heart: A Guide to the Universal Teachings of Buddhist Psychology. Bantam Dell. ISBN 978-0-553-80347-1. Consultado el 20 de abril de 2015.
- Kornfield, Jack (2010). The Buddha is Still Teaching: Contemporary Buddhist Wisdom. Shambhala Publications, Inc. ISBN 978-1-59030-922-3. Consultado el 22 de mayo de 2015.
- Kornfield, Jack (2011). Bringing Home the Dharma: Awakening Right Where You Are. Shambhala Publications, Inc. ISBN 978-1-59030-913-1. Consultado el 15 de mayo de 2015.
- Kornfield, Jack (2011). A Lamp in the Darkness: Illuminating the Path Through Difficult Times. Sounds True. ISBN 978-1-60407-642-4. Consultado el 15 de mayo de 2015.
- Kornfield, Jack (2017). No Time Like The Present: Finding Freedom, Love, and Joy Right Where You Are. [Atria Books, Inc. ISBN 978-1-4516-9369-0.

Las conferencias de Kornfield fueron presentadas por Joe Frank en su serie de radio «The Other Side» (en español: El otro lado).